# NINJ1
NINJ1 (англ. Ninjurin 1) – білок, який кодується однойменним геном, розташованим у людей на короткому плечі 9-ї хромосоми. Довжина поліпептидного ланцюга білка становить 152 амінокислот, а молекулярна маса — 16 345.
| 10         |  | 20         |  | 30         |  | 40         |  | 50         |
| ---------- |  | ---------- |  | ---------- |  | ---------- |  | ---------- |
| MDSGTEEYEL |  | NGGLPPGTPG |  | SPDASPARWG |  | WRHGPINVNH |  | YASKKSAAES |
| MLDIALLMAN |  | ASQLKAVVEQ |  | GPSFAFYVPL |  | VVLISISLVL |  | QIGVGVLLIF |
| LVKYDLNNPA |  | KHAKLDFLNN |  | LATGLVFIIV |  | VVNIFITAFG |  | VQKPLMDMAP |
| QQ         |  |            |  |            |  |            |  |            |

A: Аланін

D: Аспарагінова кислота

E: Глутамінова кислота

F: Фенілаланін

G: Гліцин

H: Гістидин

I: Ізолейцин

K: Лізин

L: Лейцин

M: Метіонін

N: Аспарагін

P: Пролін

Q: Глутамін

R: Аргінін

S: Серин

T: Треонін

V: Валін

W: Триптофан

Кодований геном білок за функцією належить до фосфопротеїнів. 
Задіяний у таких біологічних процесах, як клітинна адгезія, ацетилювання. 
Локалізований у мембрані.